# Leioproctus similior
Leioproctus similior är en biart som beskrevs av Michener 1965. Leioproctus similior ingår i släktet Leioproctus och familjen korttungebin. Inga underarter finns listade i Catalogue of Life.